# أتسوشي إيزاوا
أتسوشي إيزاوا (باليابانية: 井澤 惇) (23 يوليو 1989 في طوكيو في اليابان – )؛ هو لاعب كرة قدم ياباني سابق كان يلعب كلاعب وسط.

## وصلات خارجية
- أتسوشي إيزاوا على موقع رابطة كرة القدم اليابانية للمحترفين (اليابانية)
- أتسوشي إيزاوا على موقع قاعدة بيانات كرة القدم.إي يو (الإنجليزية)
- أتسوشي إيزاوا على موقع Soccerway.com (الإنجليزية)
- أتسوشي إيزاوا على موقع عالم كرة القدم.نت (الإنجليزية)
- أتسوشي إيزاوا على موقع كووورة